# Chiesa del Gesù
De Santissimo Nome di Gesù (kortweg Chiesa del Gesù of il Gesù) is een kerk in Rome, gewijd aan De Allerheiligste Naam van Jezus. De bouw werd aangevat in 1568 door de architect Vignola en na hem voortgezet door Della Porta. De Gesù is sinds haar inwijding in 1584 de "moederkerk" van de Orde der jezuïeten. Ze stond model voor talloze kerken uit de periode van de contrareformatie en de barok, in Italië en daarbuiten. De stijl wordt soms de "Jezuïetenstijl" genoemd, verwijzend naar de religieuze orde die dit prototype heeft laten oprichten.

## De stichting

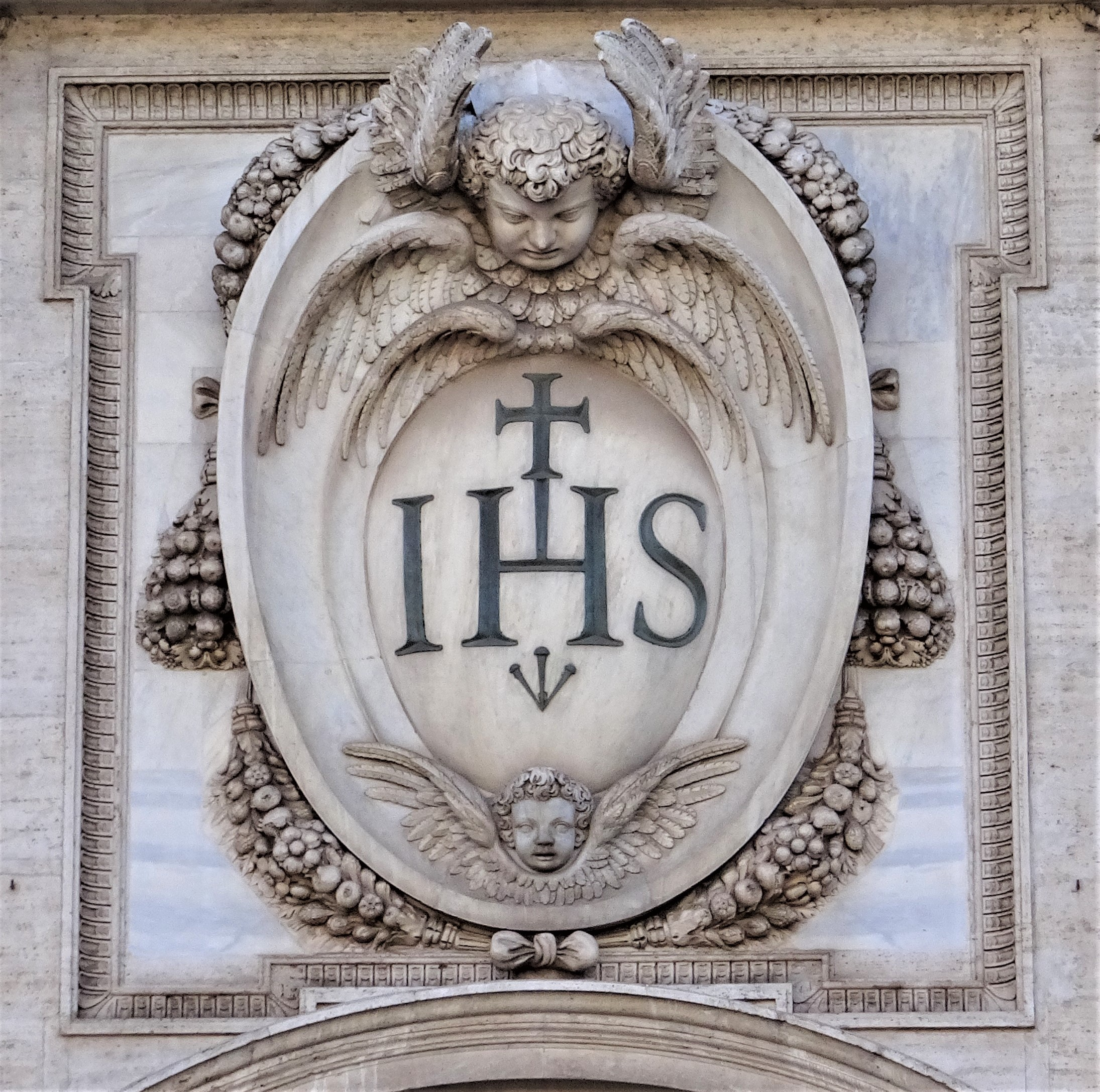
Embleem van de jezuïetenorde op de gevel van de Gesù

De kerk is zeer nauw verbonden met de Orde der Jezuïeten. De stichter ervan, de Bask Ignatius van Loyola (in het Baskisch Ignazio Loiolakoa) vestigde zich in 1537-1538 met een tiental volgelingen in Rome in de rione (wijk) Pigna, meer bepaald vlak naast de plaats waar thans de Gesù staat. In 1540 werd deze compagnie door paus Paulus III, geboren Alessandro Farnese, erkend als religieuze orde. In datzelfde jaar kreeg ze haar eerste kerk toevertrouwd, nl. de kleine Santa Maria della Strada.
Reeds vanaf 1550 maakten de jezuïeten plannen om in die omgeving een grotere kerk te bouwen die ze zouden wijden aan de Allerheiligste Naam van Jezus, in het Italiaans: Santissimo Nome di Gesù. Verschillende architecten waaronder Michelangelo hebben hiervoor plannen ontworpen, maar de eerstesteenlegging in 1550 en een volgende stichtingsceremonie in 1554 resulteerden niet in een realisatie van die ontwerpen.
In 1556 overleed Ignatius van Loyola, maar zijn opvolgers als generaal-overste van deze orde zetten de onderneming door en verkregen dat hun kerk zou worden bekostigd door kardinaal Alessandro Farnese, de kleinzoon en naamgenoot van paus Paulus III.
Daardoor kon de bouw van de nieuwe kerk in 1568 voor de derde maal worden aangevat. De belangrijkste architect was Jacopo Barozzi bijgenaamd Vignola tot deze zich in 1571 terugtrok, en werd opgevolgd door Giacomo della Porta (leerling van Michelangelo) die de gevel heeft ontworpen. In 1584 werd de kerk ingewijd.

## De gevel

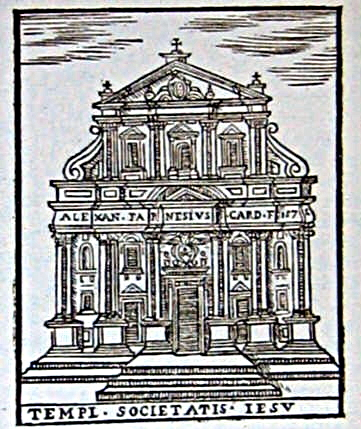
Schets van de gevel door Girolamo Francino (1588).

Voor de voorgevel koos men het eerder sobere ontwerp van Giacomo della Porta boven dat van de eerste architect Vignola. In vergelijking met de renaissancestijl gaf Della Porta aan de gevel een veel grotere driediemensionaliteit, waarmee hij de overgang maakte van de stijl van de renaissance naar die van de barok.
De gevel is opgetrokken in travertijn. De "eerste orde" (het onderste niveau van de gevel) is geritmeerd door tweemaal twee paren vierkante pilasters en centraal tweemaal een ronde halfzuil en een vierkante pilaster. Deze zuilen en pilasters verwekken een zeker diepte-effect doordat ze lichtjes vooruitspringen uit de gevel. Tussen de hoofdingang en het dubbele timpaan erboven is het het embleem van de jezuïeten te zien: de letters IHS als Christusmonogram, geplaatst tussen het kruis en de spijkers. In de nissen boven de twee zijingangen staan de standbeelden van de stichters van de orde opgesteld: links Ignatius van Loyola, rechts Franciscus Xaverius.
De breedte van de "tweede orde" correspondeert aan die van het schip van de kerk (zonder de zijkapellen), en laat de halfzuilen en de dubbele pilasters van de eerste orde doorlopen (typisch voor het maniërisme) en herhaalt ook de nissen die hier leeg zijn gebleven. De eerste en de tweede orde worden ook nog verbonden door omgekeerde voluten - een architectonisch element dat nog vaak zou worden herhaald in de barok. Bovenaan wordt de gevel afgesloten door een driehoekig fronton.
De gevel zegt duidelijk wie de kerk heeft gefinancierd: op de architraaf tussen de eerste en de tweede orde prijkt de tekst "Alexander cardinalis Farnesius S[anctae] R[omanae] E[cclesiae] vice can[cellarius] fec[it] MDLXXV". Ook binnen in de kerk is het wapenschild van de familie Farnese veelvuldig te zien.

## Grondplan

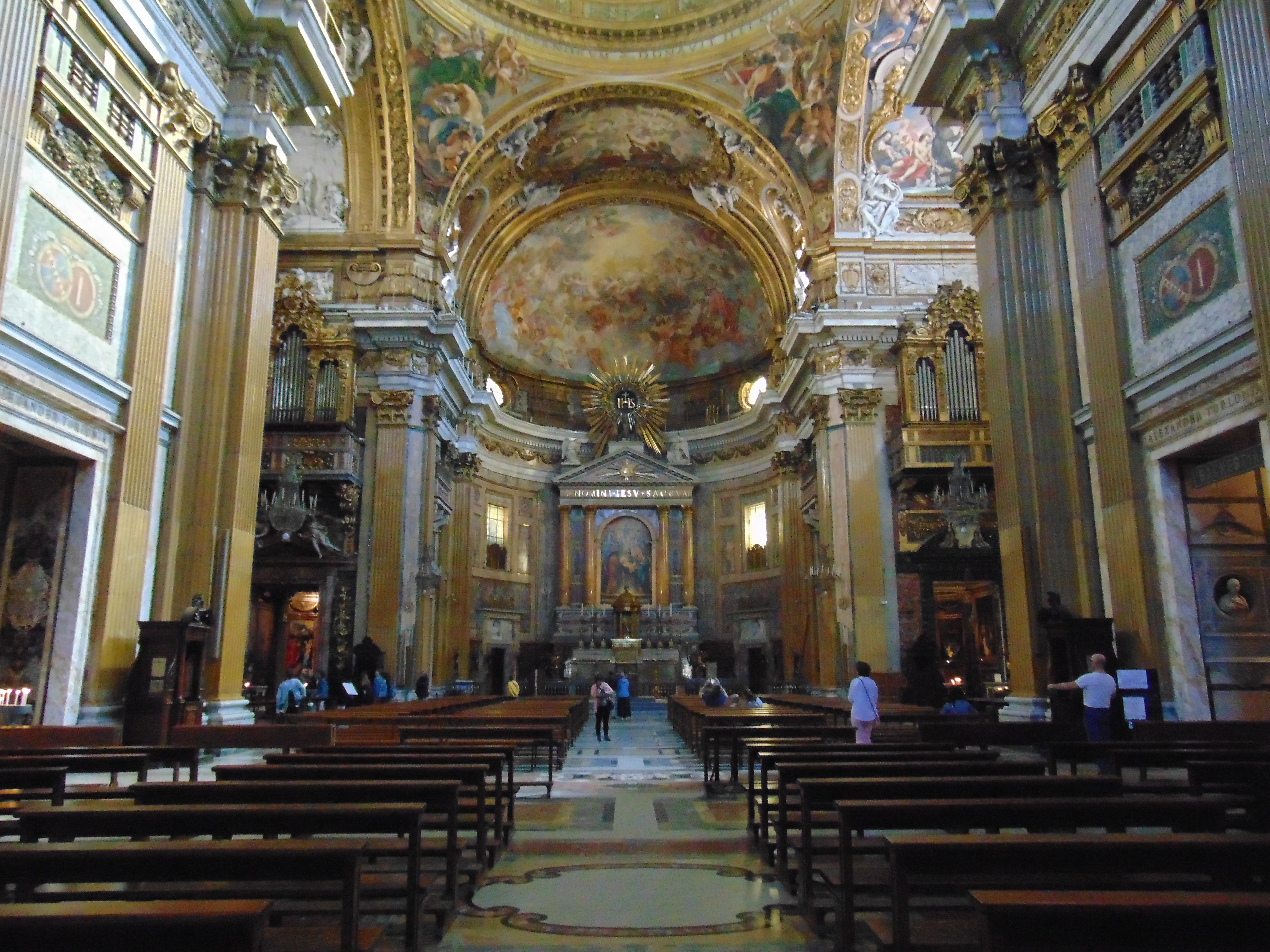
Zicht vanuit het schip.

De kerk heeft de vorm van een Latijns kruis. Terwijl de meeste kerkgebouwen in romaanse, gotische of renaissancestijl naast het middenschip twee smallere zijschepen hebben, heeft de Gesù slechts één enkel schip met tongewelf. Daarmee geeft ze gevolg aan het streven van de Contrareformatie om, overeenkomstig de besluiten van het Concilie van Trente, alle aanwezige gelovigen zo nauw mogelijk te betrekken bij de eucharistieviering zonder een deel van hen achter een zuilenrij af te scheiden van de lezenaar en het altaar. De tonvorm van het gewelf draagt bij tot de goede akoestiek: ook die moest de aanwezigen nauwer bij de woorden en de muziek betrekken. Aan beide zijden geven drie vierkante en een ronde zijkapel uit op het middenschip.
Vignola heeft de eenheid van ruimte nog versterkt door de dwarsbeuken opmerkelijk kort te houden. Ze worden volledig ingenomen door de grafkapellen voor de stichters van de jezuïetenorde: rechts Franciscus Xaverius en links Ignatius van Loyola. Op de viering is een koepel geplaatst die rust op een tamboer. Het hoogaltaar is opgesteld in de apsis, die aan weerszijden wordt geflankeerd door een kleine ronde kapel.

## De decoratie van de kerk

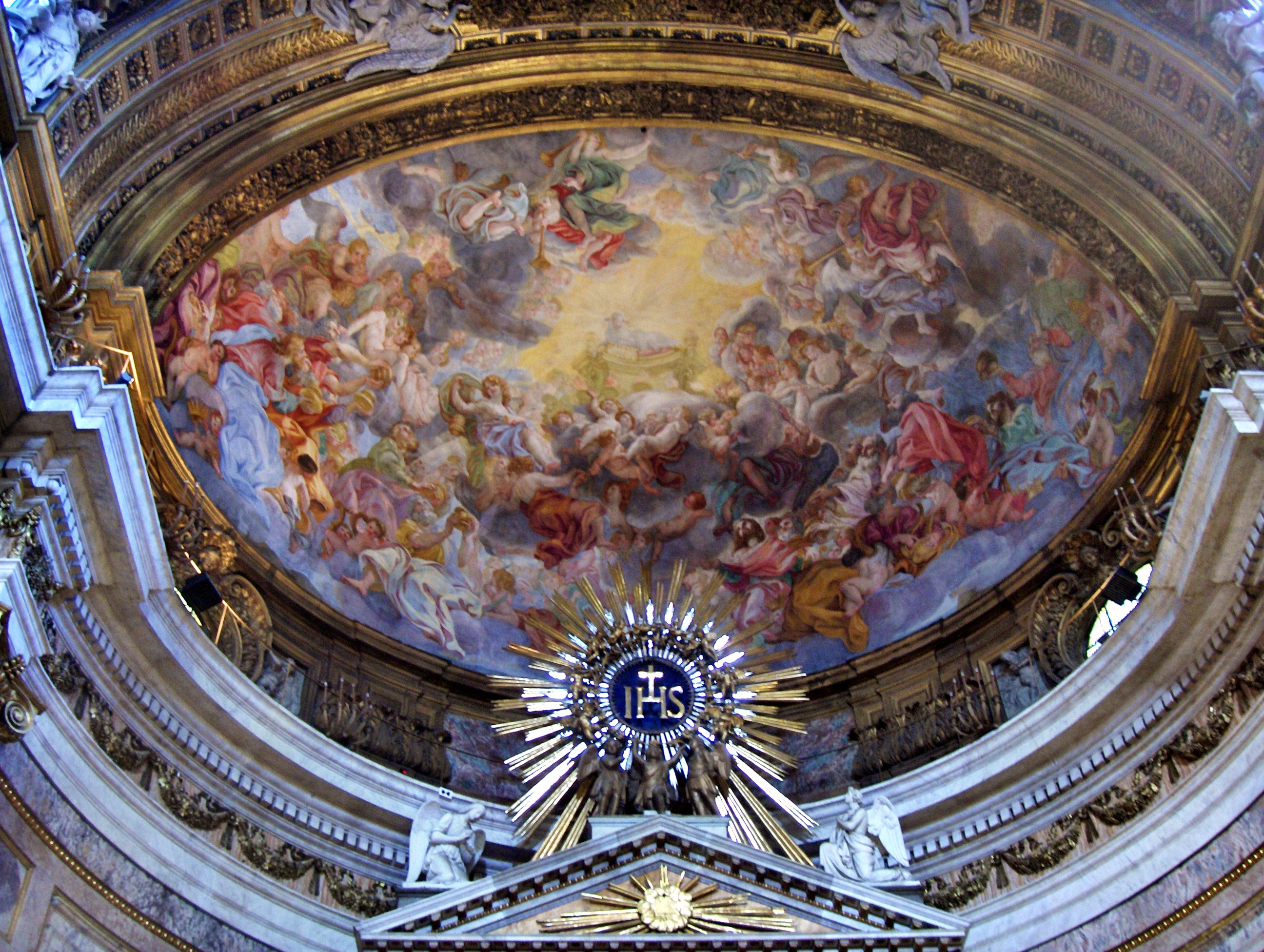
Kalot van de apsis, en Christusmonogram boven het hoofdaltaar.

Aanvankelijk was de kerk sober gedecoreerd. Maar in de tweede helft van de 17e eeuw besloten de jezuïeten om kunst te gebruiken om de triomfen van de katholieke kerk en van hun orde te illustreren, en werd de kerk gedecoreerd in de toen heersende barokstijl. Goud, veelkleurig marmer, ornamenten in stucwerk, schilderijen en fresco's vol beweging voeren de boventoon in de kerk.
De meeste schilderijen en fresco's zijn van de hand van de schilder Giovanni Battista Gaulli bijgenaamd il Baciccio of Baciccia. In de periode 1672-1685 beschilderde hij in deze kerk o.a. het tongewelf, de koepel, de kalot van de apsis en het gewelf van de kapel van Sint Ignatius.
In 1773 werd de jezuïetenorde opgeheven door paus Clemens XIV, waarna talrijke kerkschatten verdwenen. In 1814 werd de jezuïetenorde hersteld door paus Pius VII en werd de kerk opnieuw aan hen overgedragen. De decoratiewerken werden verdergezet in de tweede helft van de 19e eeuw, en betreffen dan vooral de apsisschildering, het hoogaltaar en de marmervloer van het schip.

## De voornaamste kunstwerken in de kerk

### Het schip van de kerk
De vloer van het enige schip is geplaveid met marmersoorten van verschillende kleuren. De zijkapellen geven rechtstreeks uit op het schip. Hun ingangen zijn gescheiden door dubbele goudkleurige pilasters bekroond met composietkapitelen. Daarboven lopen over de hele lengte van het schip een architraaf met goudkleurige festoenen, en een witmarmeren kroonlijst.

### Het gewelf

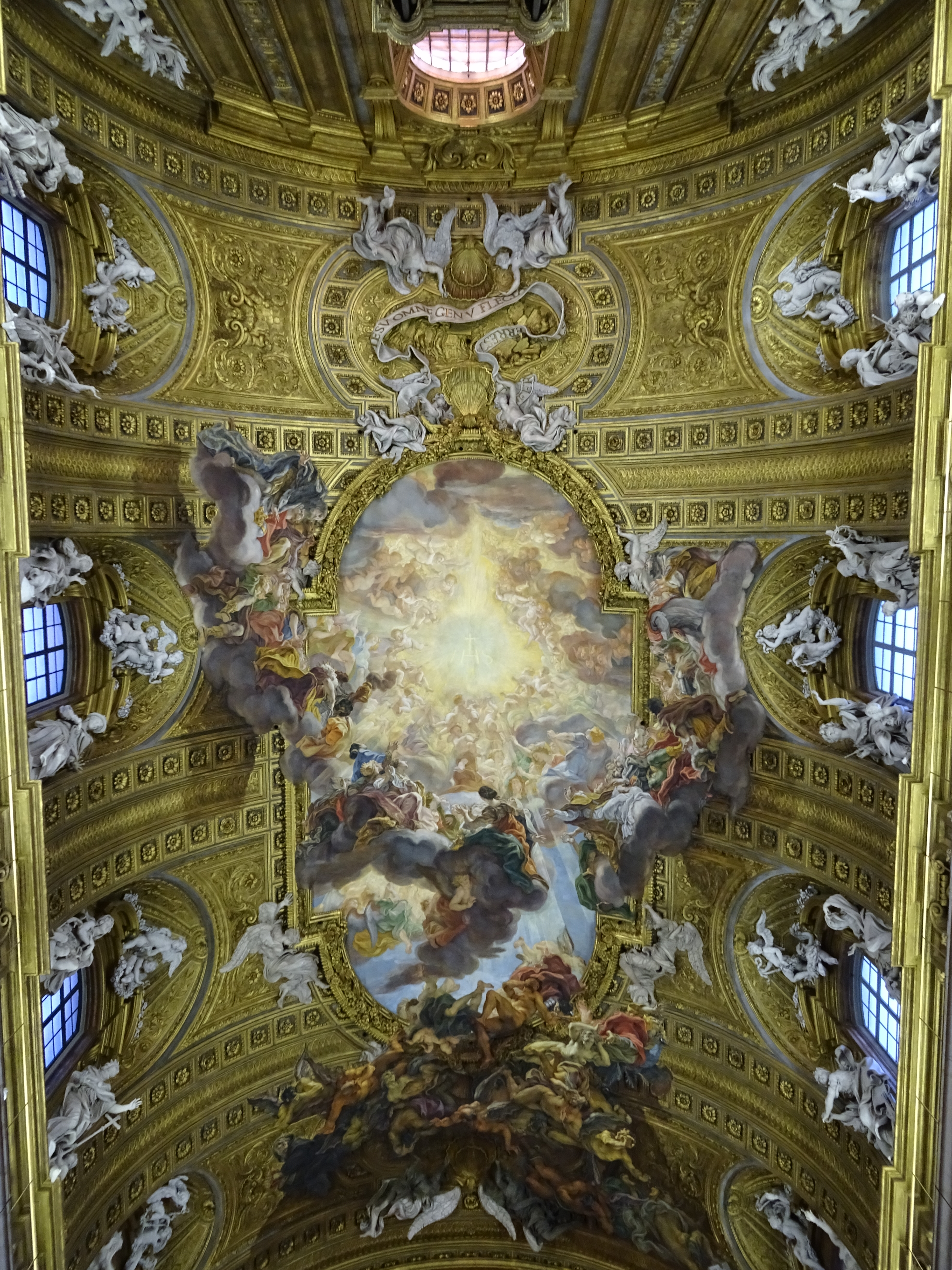
Het gewelf van het schip.

Op de beelden en het fresco na is het tongewelf bijna volledig goudkleurig. Aan weerszijden is het onderaan onderbroken door vier hoge vensters. Elk raam is omgeven door beelden van heiligen en engelen in stucwerk. Onder de ramen loopt een fries door waarop, eveneens in stucwerk, musicerende en dansende putti zijn afgebeeld. Alle stucwerk op het tongewelf is ontworpen door Baciccio, die ook het fresco in het centrum van het tongewelf heeft uitgevoerd en daarmee een eenheid van beeldhouwkunst en schilderkunst wist tot stand te brengen.
Omgeven door een sierlijke vergulde kroonlijst beeldt het fresco van Baciccio de Glorie van de Naam van Jezus uit. Centraal staat het Christusmonogram (de letters IHS) in stralend licht, omgeven door engelen en talrijke heiligen. Door de uitstraling van zijn naam worden (onderaan op het fresco, aan de zijde van de koepel) de gebreken en ondeugden naar de hel verdreven: wellust, gulzigheid, woede, gierigheid, afgunst, laksheid, ketterij enz. Een aantal figuren zijn geschilderd op panelen aan de zijkanten en de onderkant van de kroonlijst, waardoor de hemelse scène nog sterker wordt verbonden met het kerkgebouw op aarde.
Dit fresco wordt gezien als het absolute meesterwerk van Baciccio. Vooral het perspectiefeffect is uitzonderlijk. Dit kan het beste worden waargenomen vanop de plaats in het schip waar thans een spiegel staat opgesteld, gericht naar de zoldering.

### De zijkapellen

#### Kapellen aan de rechterzijde van het schip

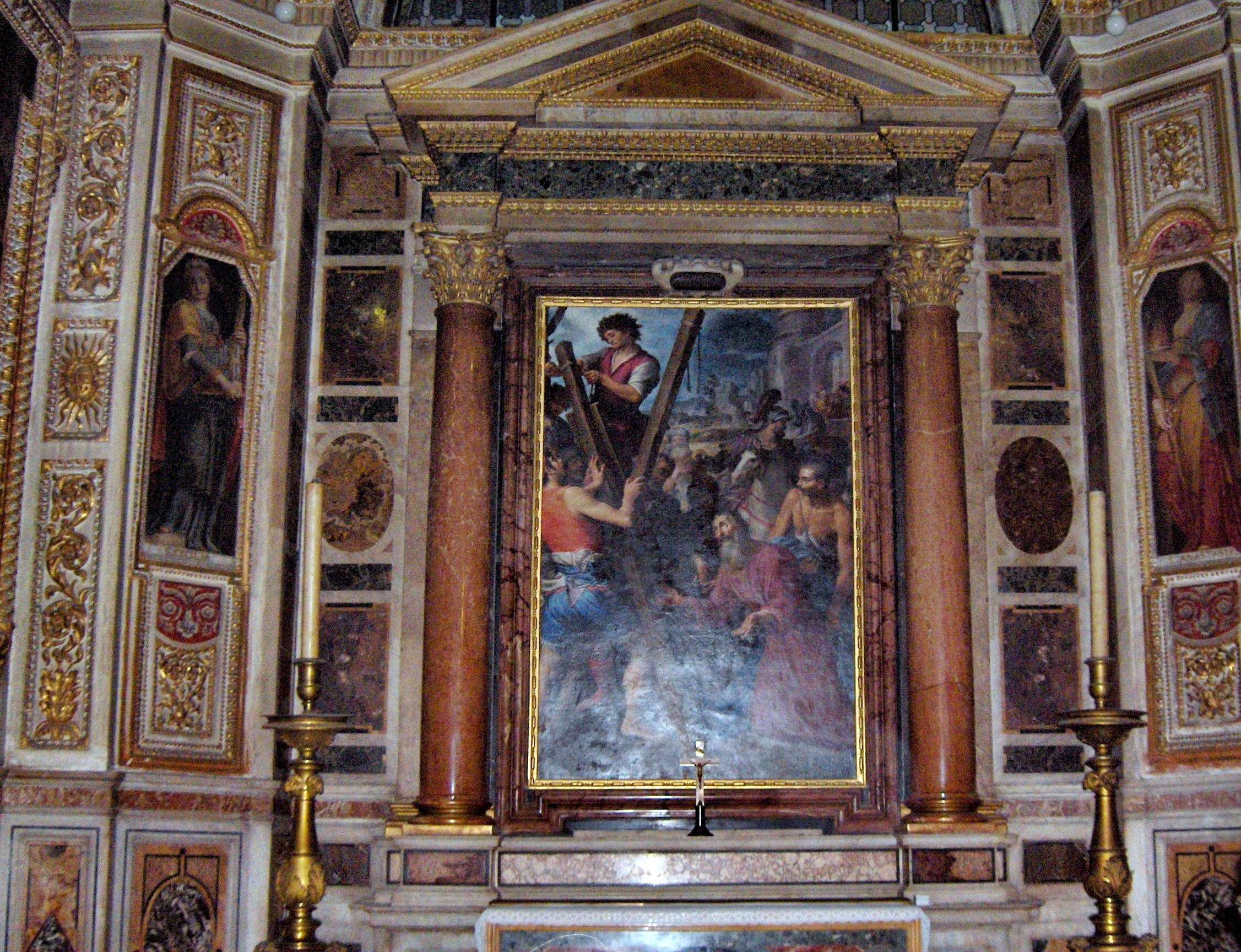
De Andreaskapel.

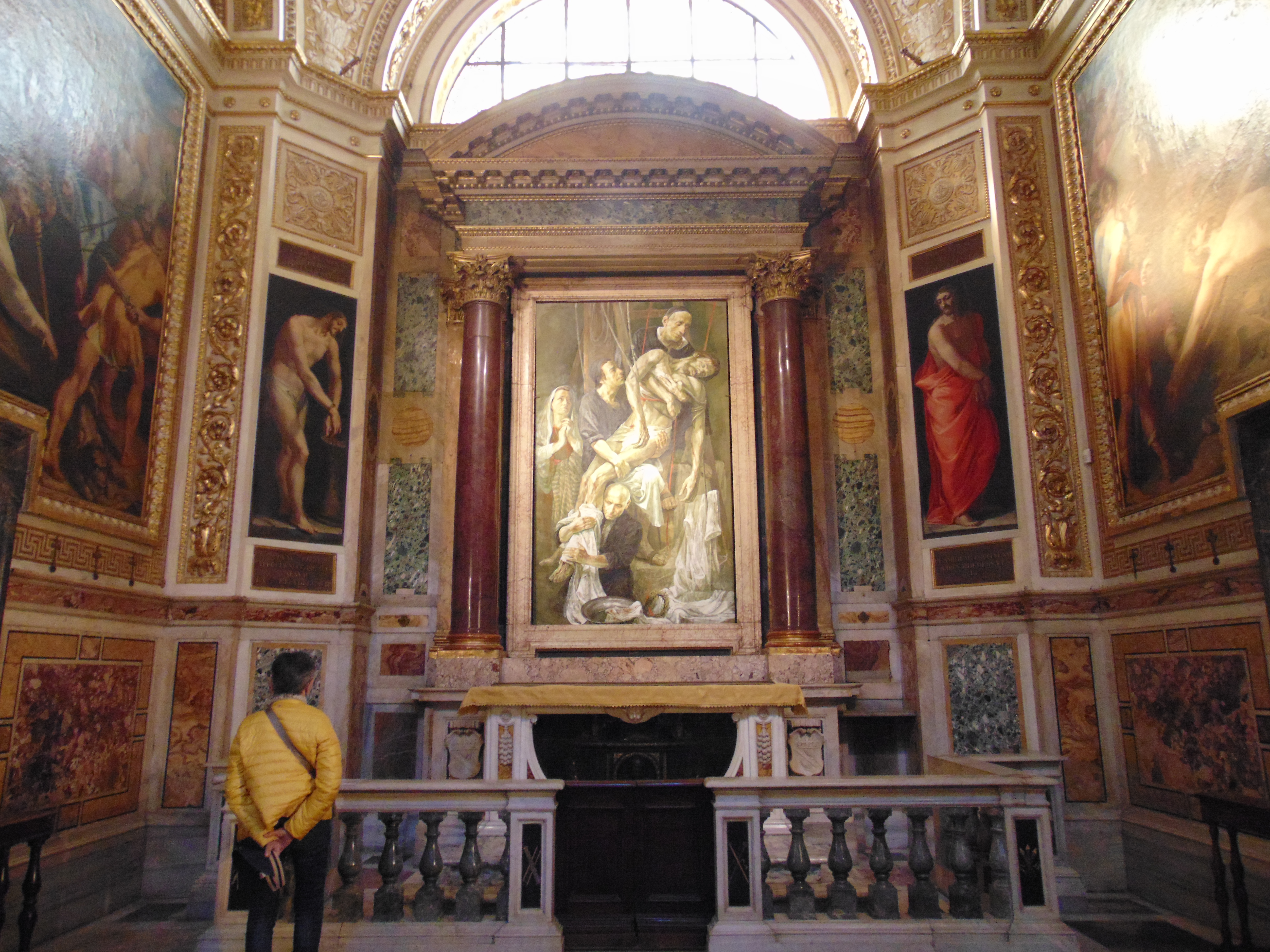
De Passiekapel.

Aan de rechterzijde, te beginnen van achteraan in de kerk, bevinden zich de volgende kapellen:
1. De kapel van Sint Andreas. Het martelaarschap van deze heilige is afgebeeld op het altaarschilderij. Deze kapel staat op de locatie waar voorheen de kleine kerk Sant'Andrea della Strada had gestaan, die evenals de Santa Maria della Strada werd afgebroken om plaats te bieden voor de bouw van de Gesù.
2. De Passiekapel, waar fresco's en schilderijen het lijdensverhaal van Christus voorstellen. Een medaillon aan de linker zijmuur herdenkt de Nederlandse priester Jan Roothaan, generaal-overste van de jezuïeten van 1829 tot 1853, die hier begraven ligt.
3. De kapel der engelen, genoemd naar de vele grotere en kleinere beelden van engelen en putti. Werken van Federico Zuccari. Vier marmeren panelen met sierlijke reliëfs (festoenen) zijn afkomstig uit de thermen van keizer Titus.
4. De vierde, ronde ruimte doet dienst als vestibule van de sacristie die naast de kerk ligt (achter de rechter dwarsbeuk).

#### Kapellen aan de linkerzijde van het schip
Aan de linkerzijde, eveneens van achteraan te beginnen:
1. De kapel van de heilige Francesco Borgia, die is afgebeeld op het altaarschilderij. Oorspronkelijk was ze gewijd aan de apostelen, wat nog blijkt uit de muurschilderingen.
2. De tweede kapel is gewijd aan de Heilige Familie.
3. De derde kapel, rijkelijk bekleed met marmer en stucwerk, is gewijd aan de Heilige Drievuldigheid.
4. De vierde, ronde kapel gewijd aan het Heilig Kruis.

### De dwarsbeuken

#### Rechter dwarsbeuk: de kapel van Franciscus Xaverius

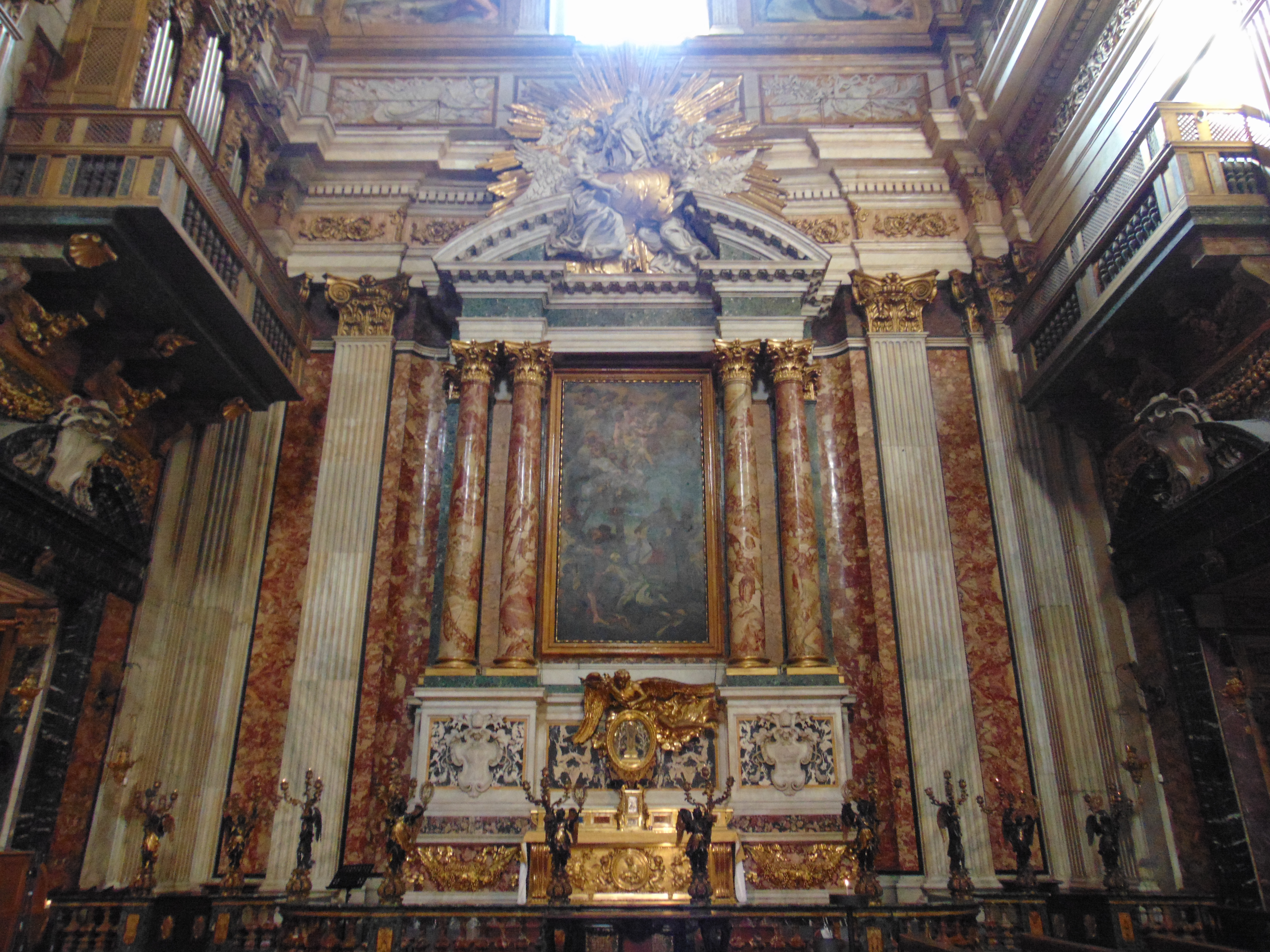
Kapel van Franciscus Xaverius.

In de rechter dwarsbeuk bevindt zich de kapel gewijd aan Franciscus Xaverius, die een van de eerste volgelingen was van Ignatius van Loyola en in belangrijke rol heeft gespeeld bij de stichting van de jezuïetenorde. Samen met Ignatius werd hij heilig verklaard in 1622.
Het ontwerp van deze kapel is een van de laatste werken van Pietro da Cortona (overleden in 1669). Het altaarschilderij van de hand van Carlo Maratta stelt de dood van de heilige voor; boven het timpaan wordt zijn ziel ten hemel gevoerd door engelen (marmeren reliëf tegen een achtergrond van goudstralen). Een relikwiehouder tussen het altaar en het schilderij bevat Xaverius' rechter onderarm, waarmee hij velen had gedoopt. Deze relikwie was naar Rome was overgebracht vanuit Xaverius' begraafplaats in Goa (India), waar hij lange tijd werkzaam was.
Een kleine ronde kapel geeft toegang tot de rechter dwarsbeuk als tot de apsis. Deze kapel is thans gewijd aan het Heilig Hart, dat is afgebeeld op het altaarschilderij op koperen ondergrond. Oorspronkelijk was ze gewijd aan Sint Franciscus van Assisi, die nog het onderwerp vormt van vijf schilderwerken in deze kapel. Als maker hiervan wordt soms de uit Antwerpen afkomstige schilder Marten Pepijn genoemd; elders worden deze werken toegeschreven aan Giuseppe Penitz. Van de Antwerpse schilder Paul Bril is het werk "de beproeving van Sint Franciscus" op het plafond van de vestibule die van de dwarsbeuk naar de kapel leidt.

#### Linker dwarsbeuk: de kapel van Sint Ignatius

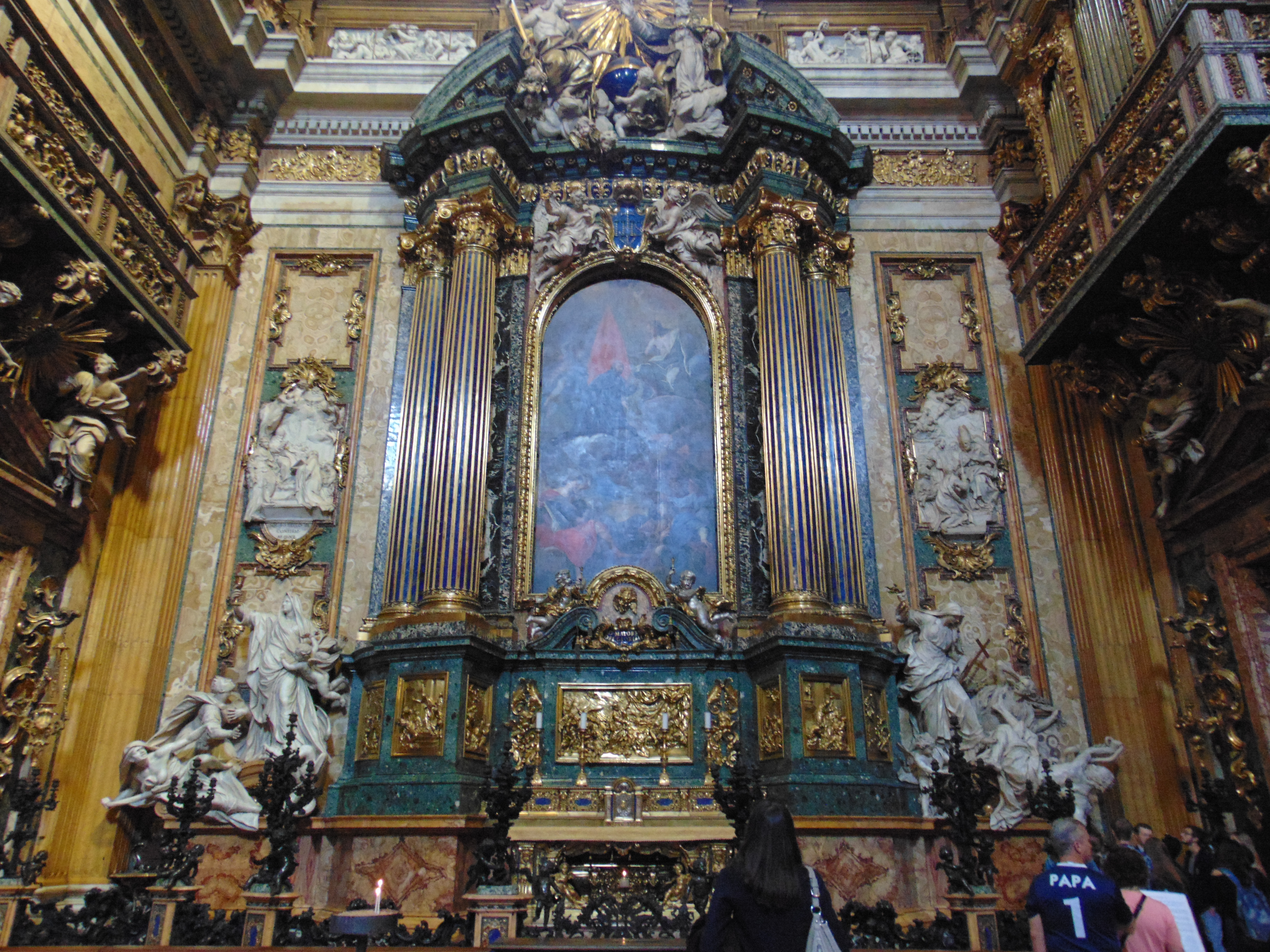
De kapel van Sint Ignatius.

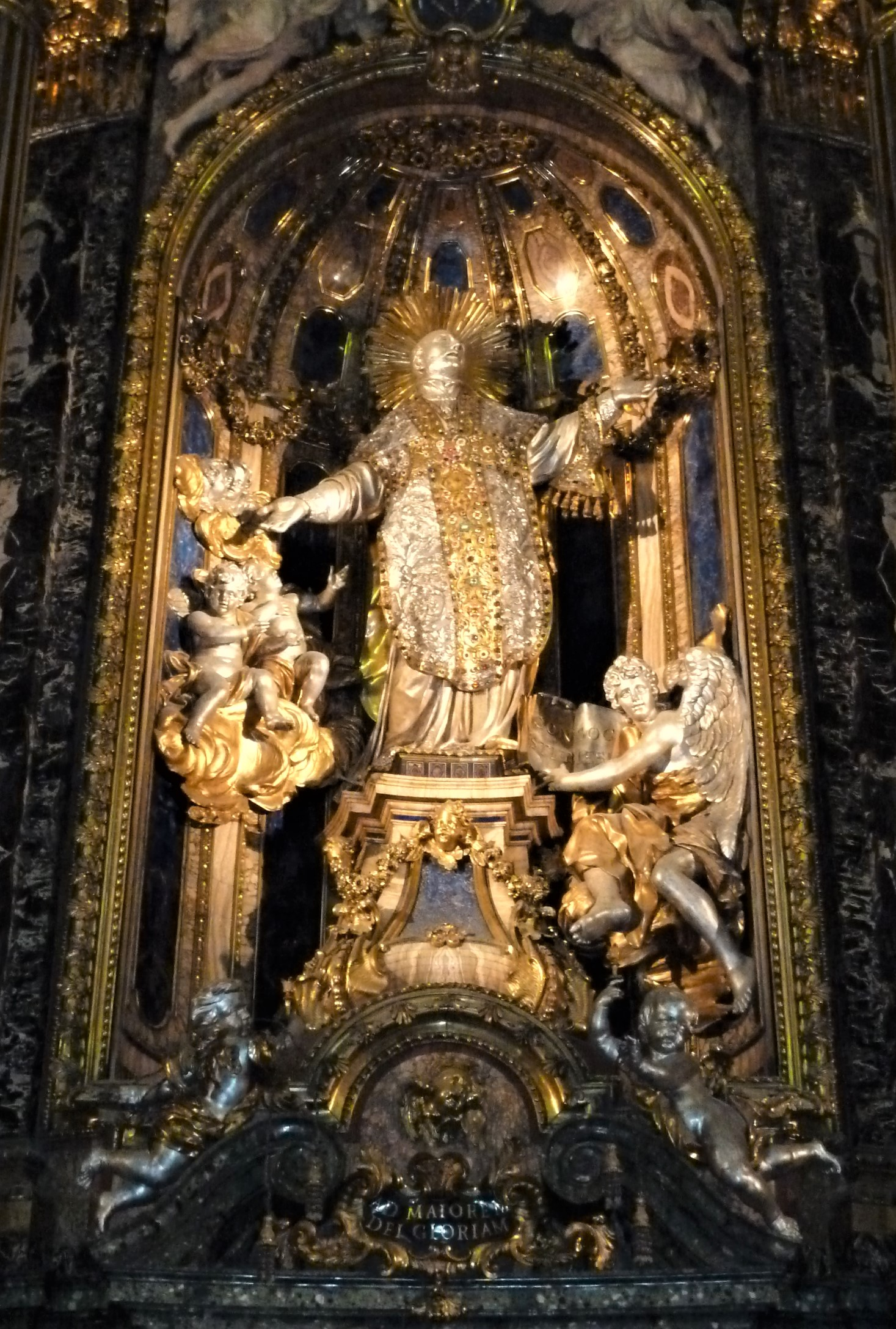
Zilveren beeld van Sint Ignatius in de aan hem gewijde kapel.

De kapel gewijd aan Sint Ignatius bevindt zich in de linker dwarsbeuk en is ongetwijfeld de rijkst versierde kunstschat van deze kerk. Ignatius overleed in 1556 en werd begraven in de kerk Santa Maria della Strada die daar toen nog stond. In 1622 werd hij heilig verklaard, en vijftien jaar nadien werd zijn lichaam herbegraven in de grafkist van lapis lazuli die zich thans bevindt onder het altaar van de aan hem gewijde kapel. Op de voorzijde van de grafkist zijn Ignatius en andere heiligen en martelaren van de jezuïetenorde uitgebeeld in reliëf van verguld brons.
Op het einde van de 17e eeuw werd de decoratie van deze kapel vernieuwd; deze opdracht ging naar de jezuïet broeder Andrea Pozzo. Behalve hijzelf en de schilder Baciccio hebben nog meer dan 100 kunstenaars en ambachtslui meegewerkt aan de realisatie in 1695-1699 van een van de rijkste kapellen van de Romeinse barok.
Achter het altaar bevindt zich een grote nis waarvan de wand is bekleed met verguld brons, lapis lazuli en andere soorten (edel)steen: albast, marmer, onyx, amethist en kristal. In deze nis staat het levensgrote zilveren beeld van Ignatius in gebedshouding opgesteld, met naast hem tweemaal drie engelen. De nis met deze beelden is uitsluitend op bepaalde feestdagen permanent zichtbaar; op andere dagen gaat ze het merendeel van de tijd schuil achter het altaarschilderij van de hand van Andrea Pozzo dat Ignatius toont die van de verrezen Christus het vaandel met het Christusmonogram krijgt aangereikt. Enkel in de vooravond laat een speciaal mechanisme dit altaarschilderij gedurende korte tijd neerzakken achter het altaar om zo de nis met de zilveren beelden te onthullen.
De originele beelden van Ignatius en de engelen waren werk van Pierre Le Gros en waren van massief zilver. Op de kazuifel na werden die beelden echter in 1798 omgesmolten om een oorlogsschatting te betalen aan Napoleon tijdens zijn bezetting van de stad Rome. Ter vervanging daarvan werd in de eerste jaren van de 19e eeuw het huidige beeld vervaardigd in stucwerk en bekleed met zilver.
Aan weerszijden van de nis staan twee ronde zuilen opgesteld, bekleed met lapis lazuli met lengtelijnen van verguld brons en composietkapitelen. Het geheel wordt bovenaan afgesloten door een halfrond timpaan. De rand daarvan wordt onderbroken door de beeldengroep van de Heilige Drievuldigheid: rechts God de Vader, links Christus die de aardbol aanwijst, en bovenaan de Heilige Geest in de gedaante van een duif. De aardbol in het midden van de Drievuldigheid is de grootste bestaande bol in travertijn, en is bekleed met lapis lazuli.
De sokkel van de ronde zuilen loopt door onder de nis met het heiligenbeeld, en bevat vijf halfreliëfs in verguld brons die scènes uit het leven van de heilige voorstellen. Op de centrale scène, tussen het altaar en de nis, verschijnt Sint Pieter aan de gewonde Ignatius.
Aan beide zijden van de dubbele zuilen staan beeldengroepen opgesteld: links de triomf van het Geloof over afgoderij, en rechts Godsdienst overwint de ketterij. Op de halfreliëfs daarboven tegen de muur: links de goedkeuring van de orde der jezuïeten door paus Paulus III, en rechts de heiligverklaring van Sint Ignatius.
De kapel is afgezoomd met een elegante balustrade in sierlijke laat-barokstijl; daarop zes sierkandelaars die door putti worden gedragen.
Op het gewelf boven het altaar is een fresco van Baciccio dat de Glorie van Sint Ignatius voorstelt.
Een kleine ronde kapel helemaal vooraan is gewijd aan Madonna della Strada. Ze geeft zowel uit op de apsis als op de kapel van Sint Ignatius. Boven het altaar hangt een klein middeleeuws fresco dat Maria en Kind voorstelt. Dit fresco is afkomstig uit het gelijknamige kerkje "Madonna della Strada" dat werd afgebroken om plaats te bieden voor de Gesù.

### De koepel

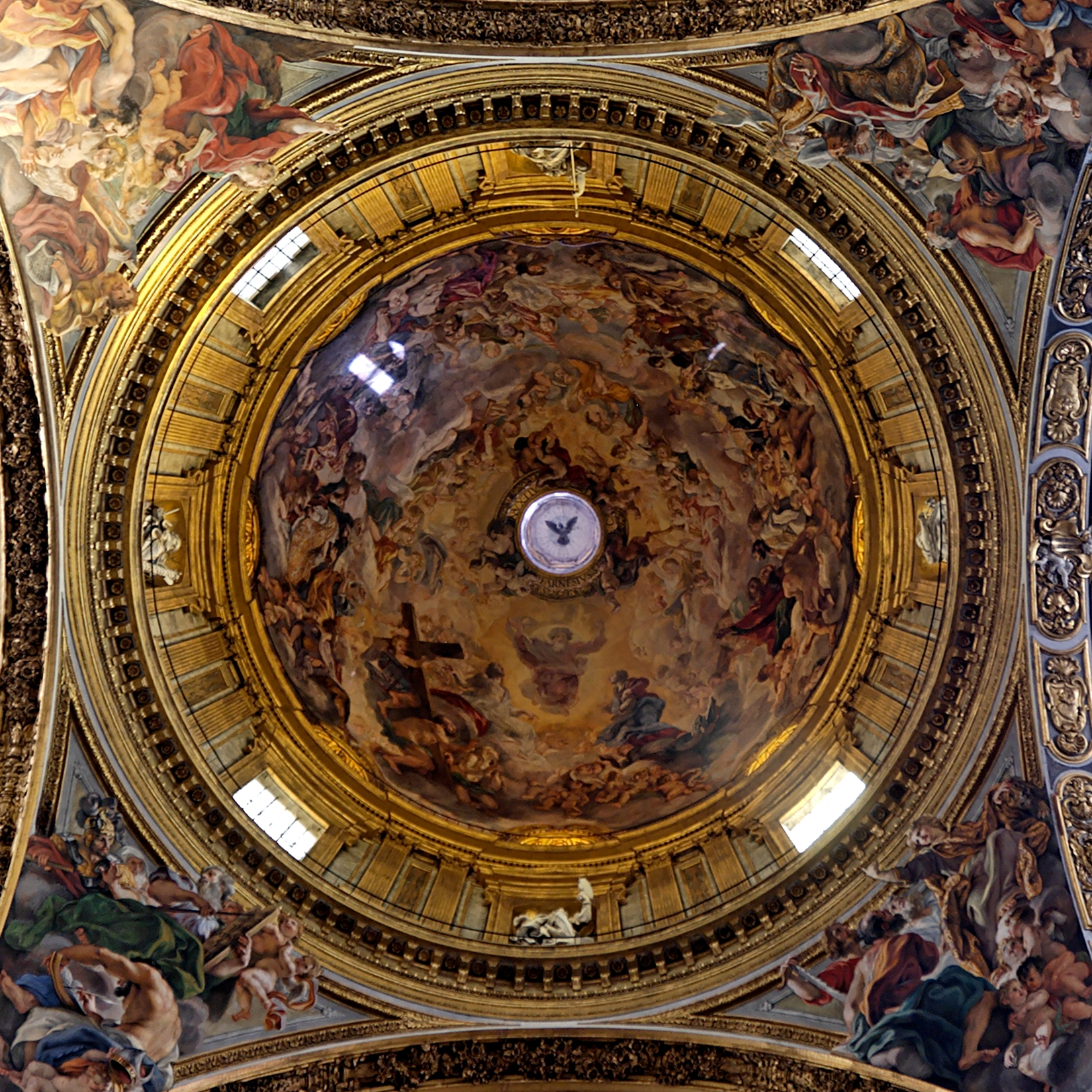
De koepel.

Terwijl de tamboer aan de buitenzijde achthoekig is, is de binnenzijde ervan volledig rond. De vier grote vensters alterneren met de personificaties van de vier kardinale deugden.
Het fresco in de koepel is van de hand van Baciccio, en stelt de Glorie van het Paradijs voor: God de Vader met opgeheven armen; onder hem: links Christus met het kruis, en rechts Maria. Gods glorie wordt bezongen door engelen heiligen, waarbij vooral de heiligen uit de jezuïetenorde zijn voorgesteld.
In de pendentieven (hoekzwikken): aan de zijde van de apsis links de vertegenwoordigers van de wetten (o.a. Mozes) en rechts profeten (Isaias, Jeremias, Daniël en Ezechiël). Aan de zijde van het schip: links (naar de kapel van Ignatius toe): de vier evangelisten Marcus, Matteüs Lucas en Johannes; rechts (naar de kapel van Franciscus Xaverius toe) vier kerkvaders; Hiëronymus, Ambrosius, Augustinus en Gregorius de Grote.

### De apsis
Het hoogaltaar is een 19e-eeuwse herwerking van het vroegere altaar. Het altaarschilderij stelt de besnijdenis van Jezus voor: naar joods gebruik werd immers op die dag zijn naam gegeven, wat het verband met de toewijding van de kerk verklaart. In een nis achter het altaarschilderij staat het beeld van het Heilig Hart opgesteld, dat op bepaalde tijdstippen zichtbaar wordt gemaakt door het neerzakken van het schilderij. Boven het timpaan is opnieuw het Christusmonogram te zien, omgeven door een vergulde stralenkrans.
Het borstbeeld van de jezuïet Roberto Bellarmino aan de linkerzijde van de apsis is tussen 1622 en 1624 vervaardigd door Gian Lorenzo Bernini.
In de kalot schilderde Baciccio "de Glorie van het Mystieke Lam": engelen en heiligen aanbidden het Lam Gods, dat Christus voorstelt. Deze scène is gebaseerd op een aantal passages uit de Apocalyps.

## De kamers van Sint Ignatius

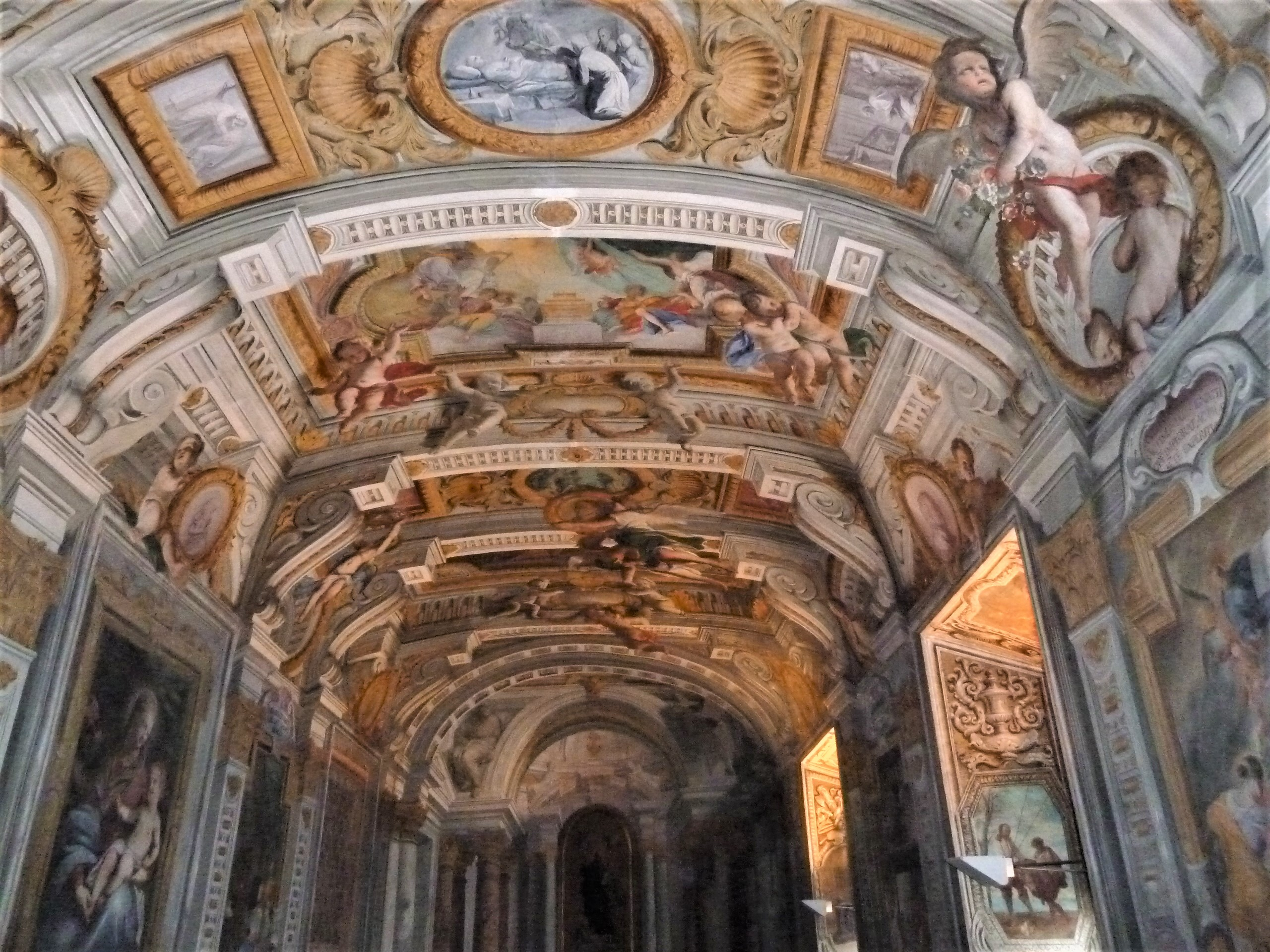
Gang naar de kamers van Sint Ignatius bij de Gesù: trompe-l'oeil van Andrea Pozzo

Rechts naast de kerk bevond zich het gebouw dat Ignatius in 1543-1544 had laten oprichten als onderkomen voor de jezuïeten in Rome, en waar hij zelf vanaf 1544 samen met zijn medebroeders van de Compagnia di Gesù heeft geleefd tot aan zijn dood op 31 juli 1556.
Omdat de fundering van dat eerste kloostergebouw sterk had geleden onder de overstroming van 1598, werd het reeds in 1599 op dezelfde locatie vervangen door het zgn. Casa Professa (seminarie) aan de Piazza del Gesù 45. Ignatius' kamers op de eerste verdieping van het vorige gebouw waren bij de overstroming gespaard gebleven, en werden geïntegreerd in het nieuwe gebouw.
Deze kamers zijn ingericht als een klein museum met souvenirs, meubels en een beeld van Ignatius. In de gang die naar deze kamers leidt is het gewelf door Andrea Pozzo in trompe-l'oeil beschilderd.

## Trivia
- Baciccio's ontwerp voor zijn fresco "De triomf van de naam van Jezus" is te zien in zaal 3 van de Galleria Spada.[19] De schets voor zijn fresco "De glorie van het Mystieke Lam" in de kalot van de apsis is bewaard in de kamers van Sint Ignatius (zie hierboven).
- Op de hoek van deze kerk waait het vrijwel altijd. De legende wil dat de duivel en de wind eens op stap waren en toen ze bij de kerk aankwamen, ging de duivel naar binnen om een debat aan te gaan met de Jezuïeten. De wind zou op hem wachten en hij wacht tot op de dag van vandaag nog steeds op de duivel.

## Galerij

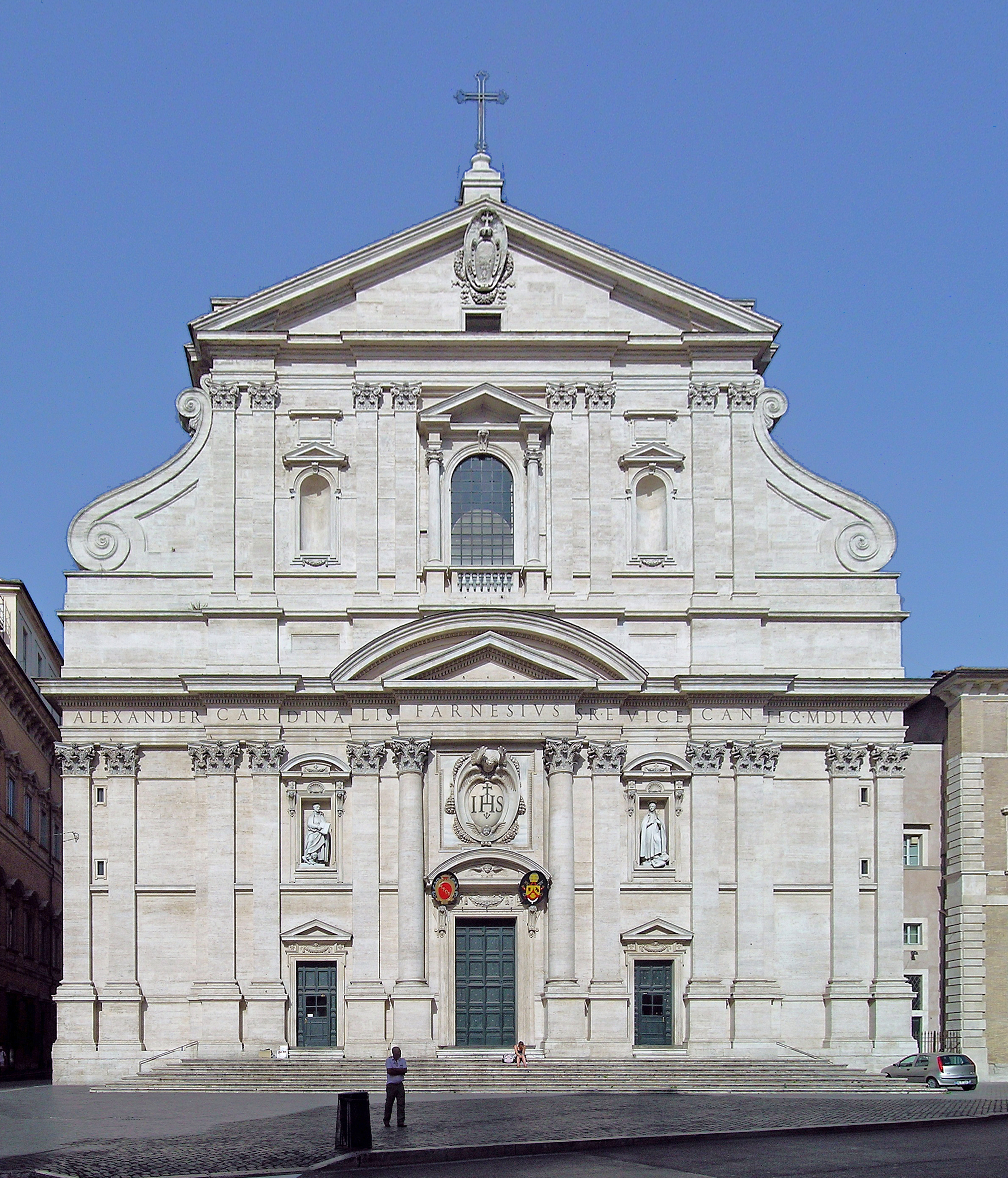
De gevel.
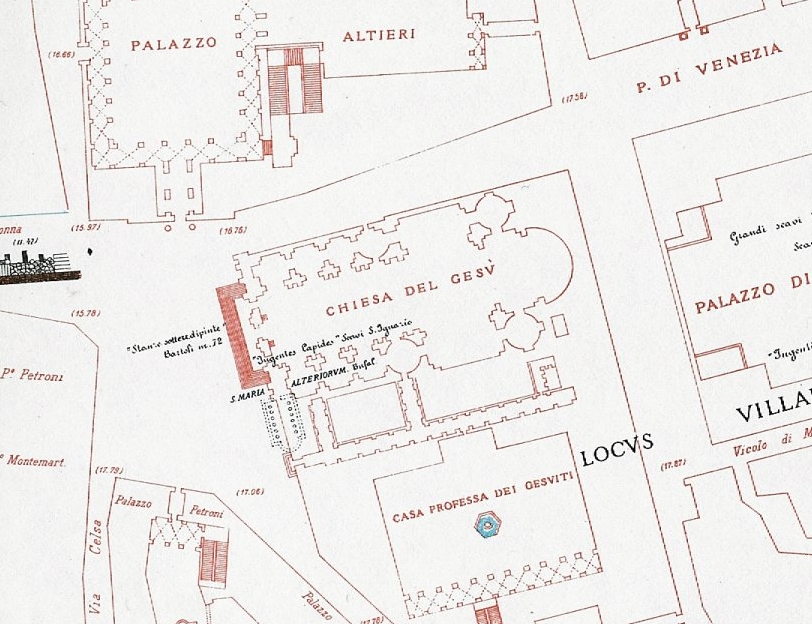
De Gesù op het stadsplan van Lanciani 1893–1901.
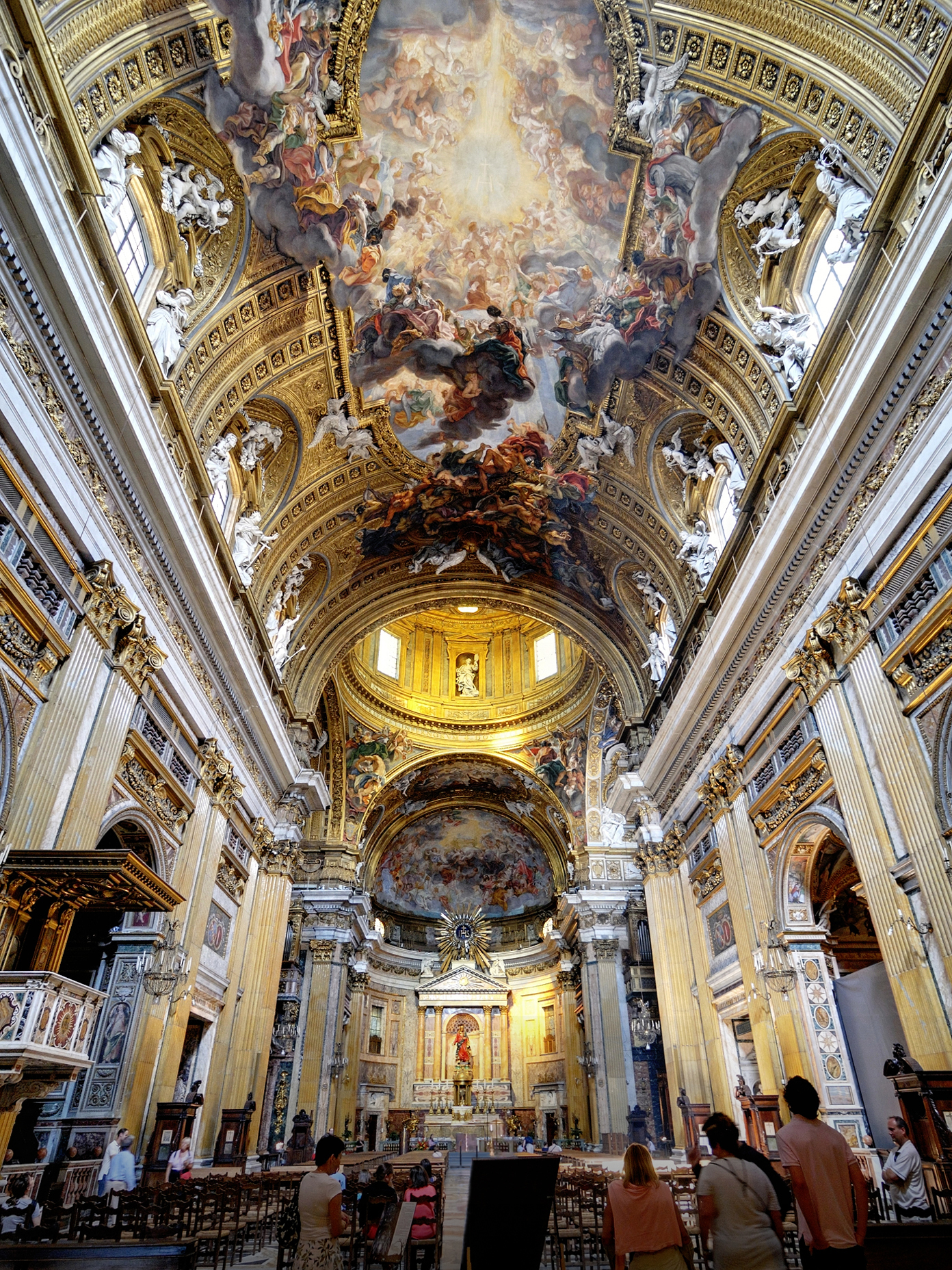
Zicht vanuit het schip.
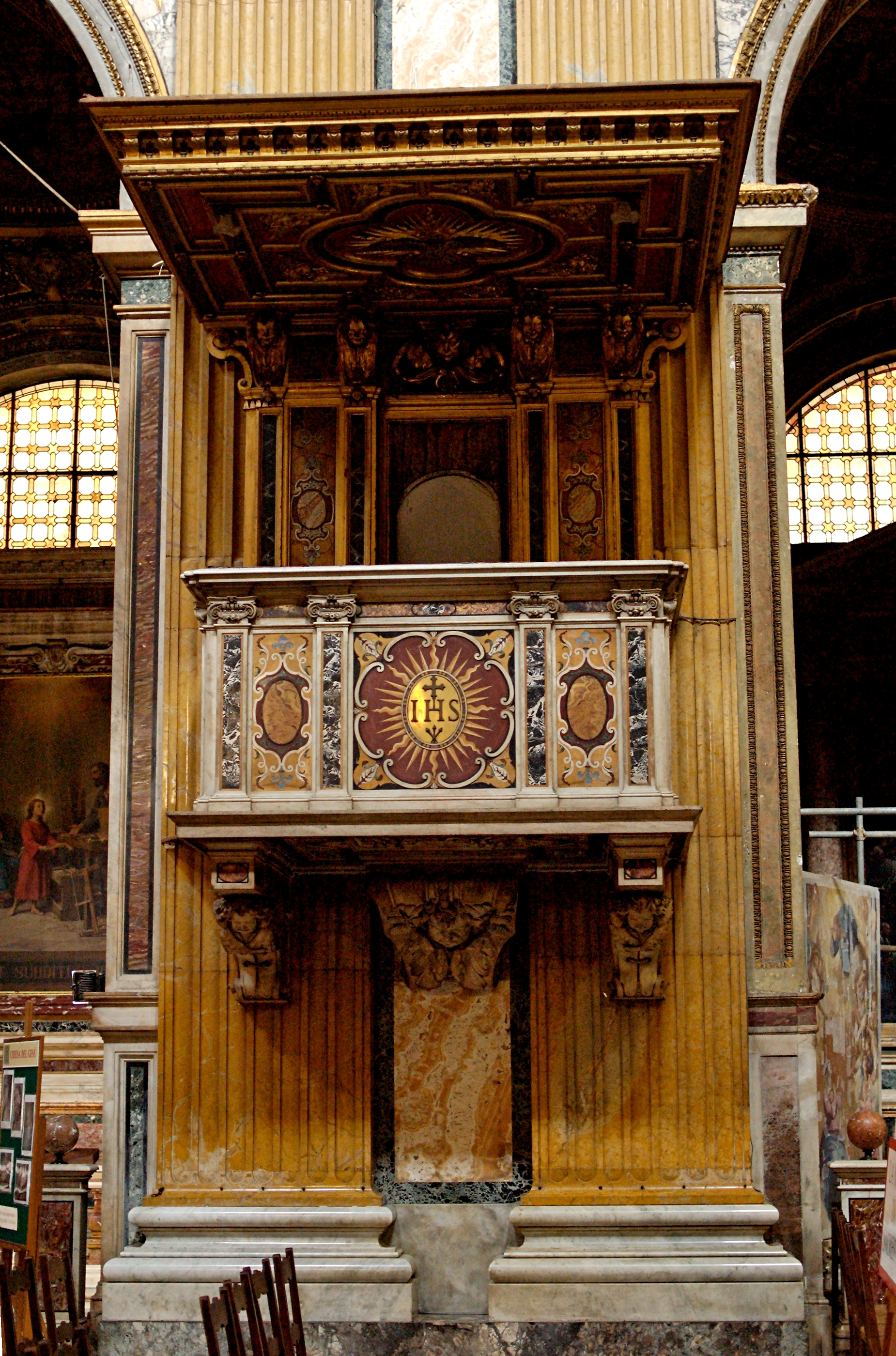
De preekstoel (linkerzijde van het schip).
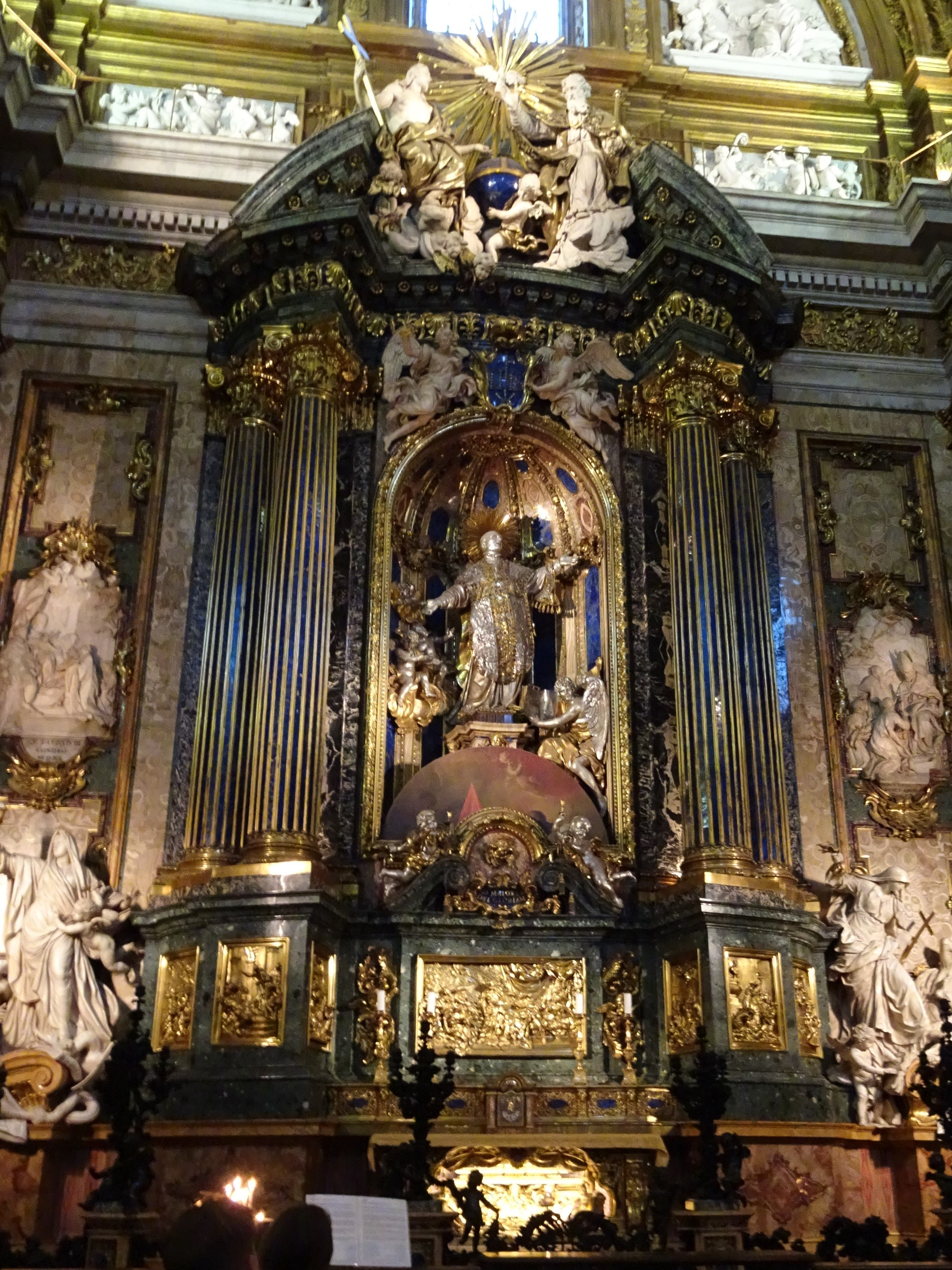
Onthulling van het beeld van Sint Ignatius door het wegzakken van het altaarschilderij.
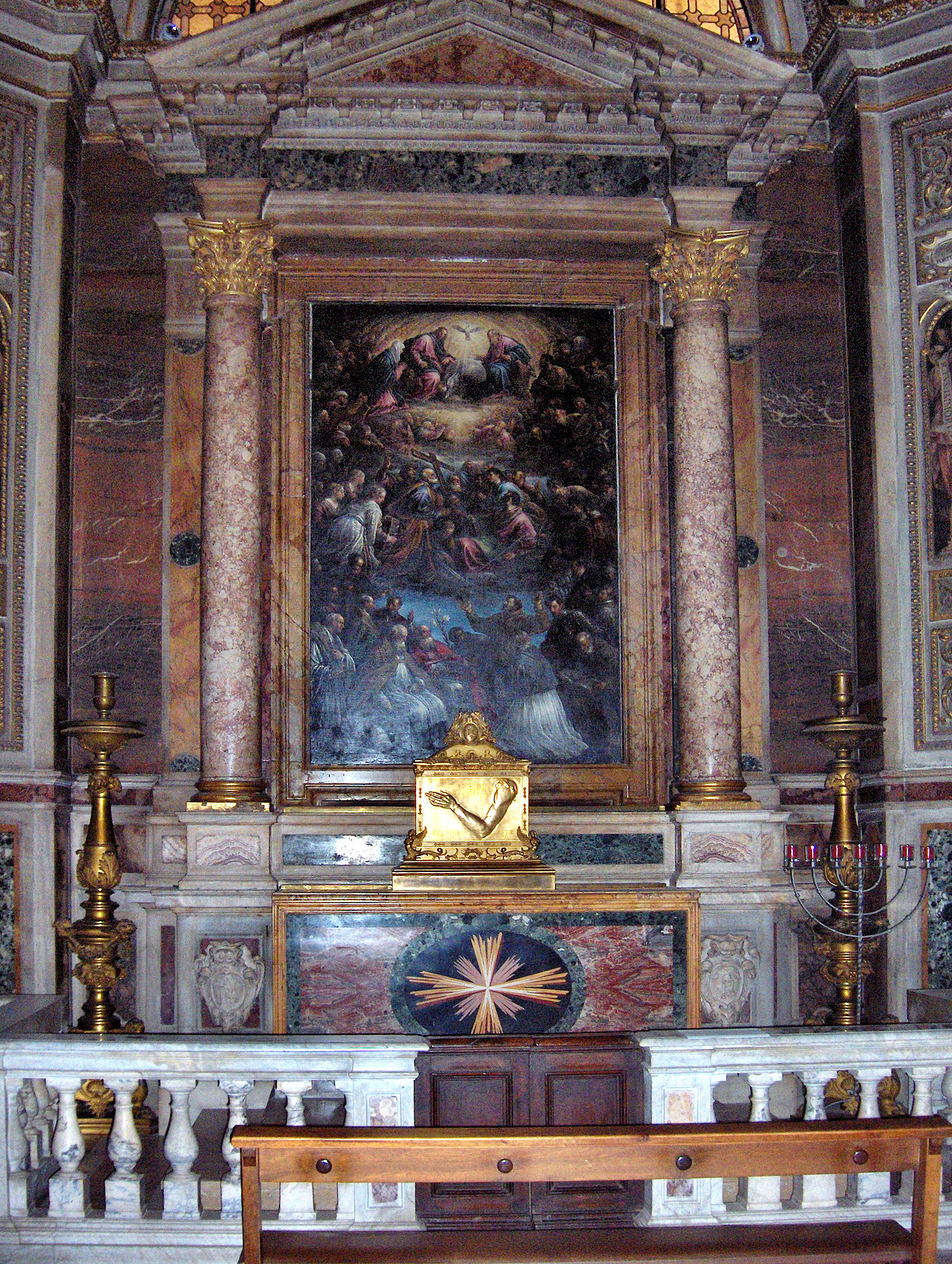
De Drievuldigheidskapel.
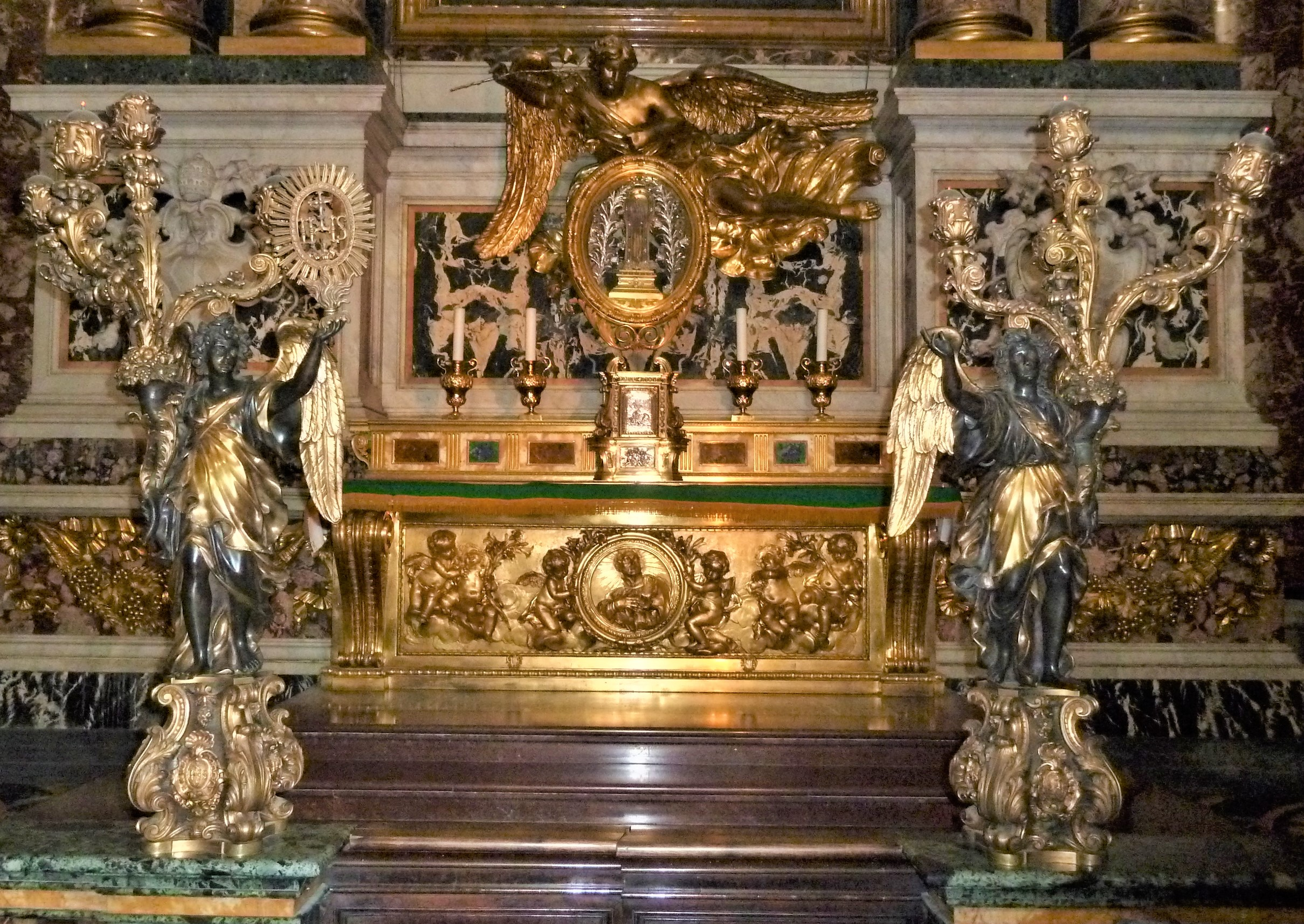
Altaar en relikwiehouder van Franciscus Xaverius.
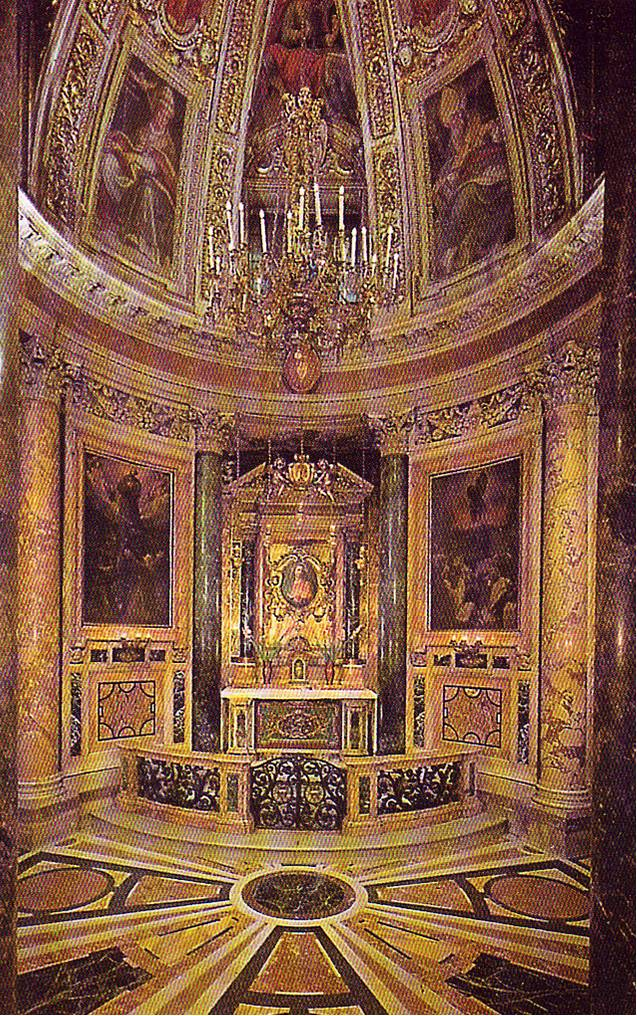
Kapel van het Heilig Hart.
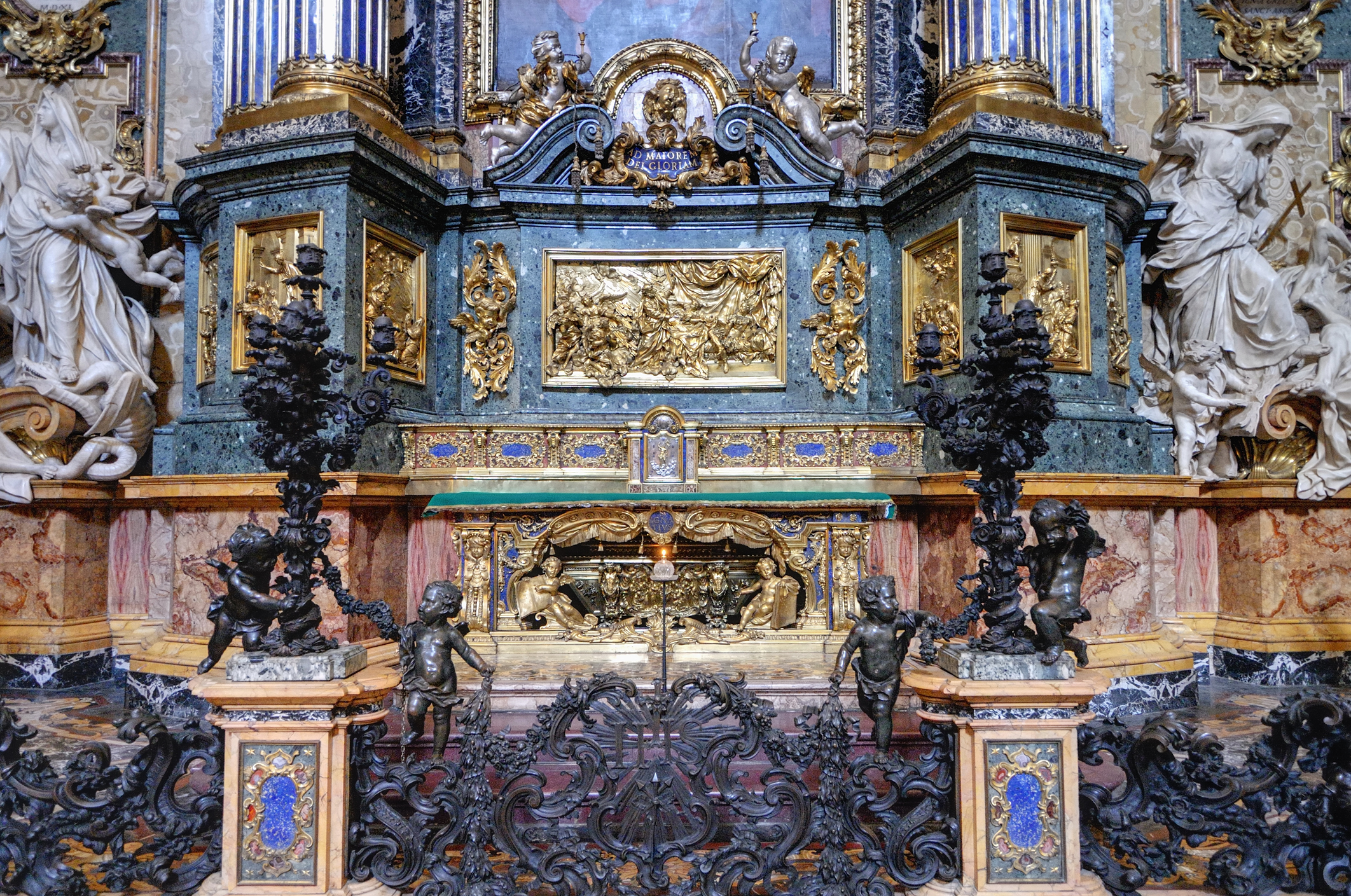
Altaar en graf van Sint Ignatius.
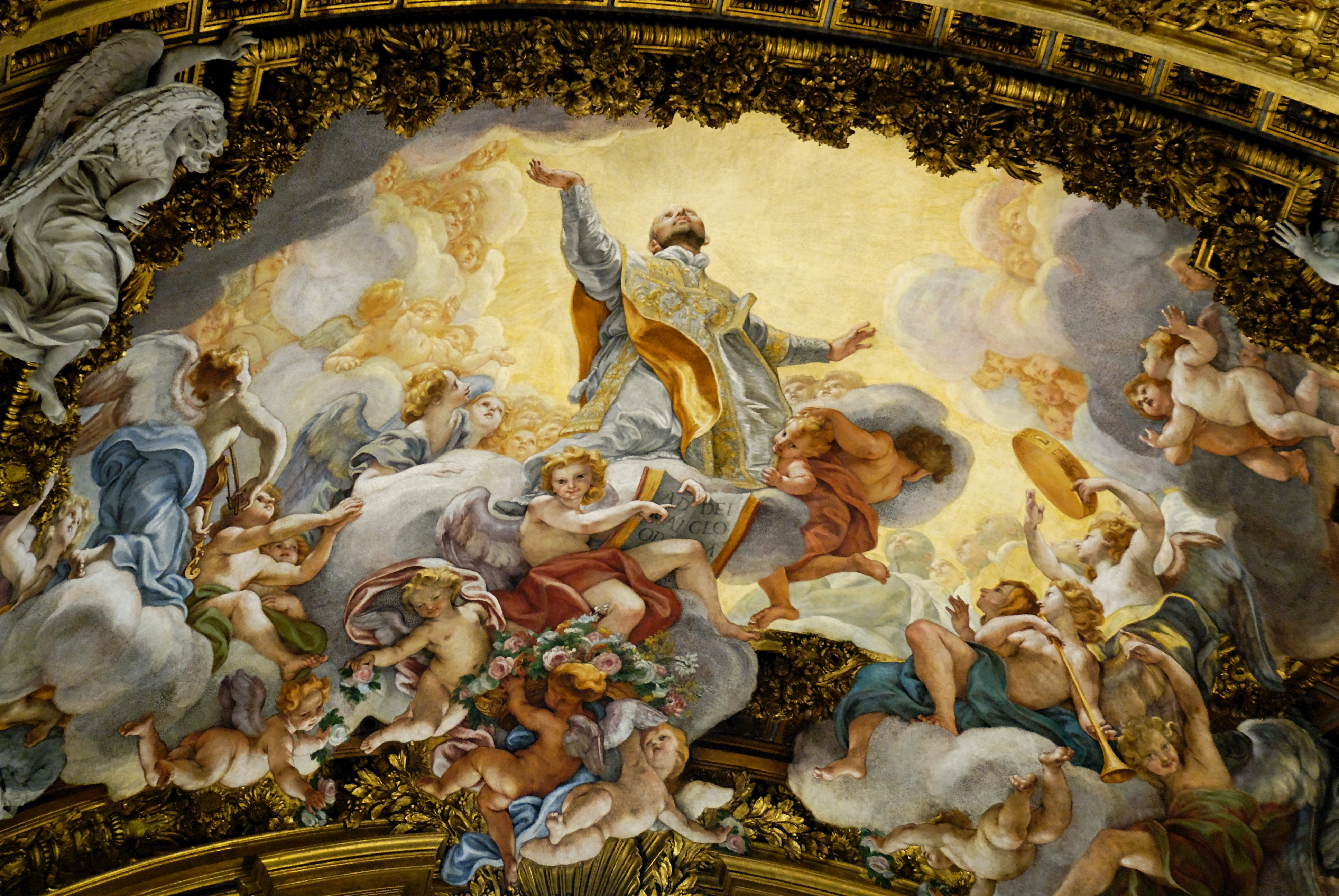
Baciccio: Glorie van Sint Ignatius.
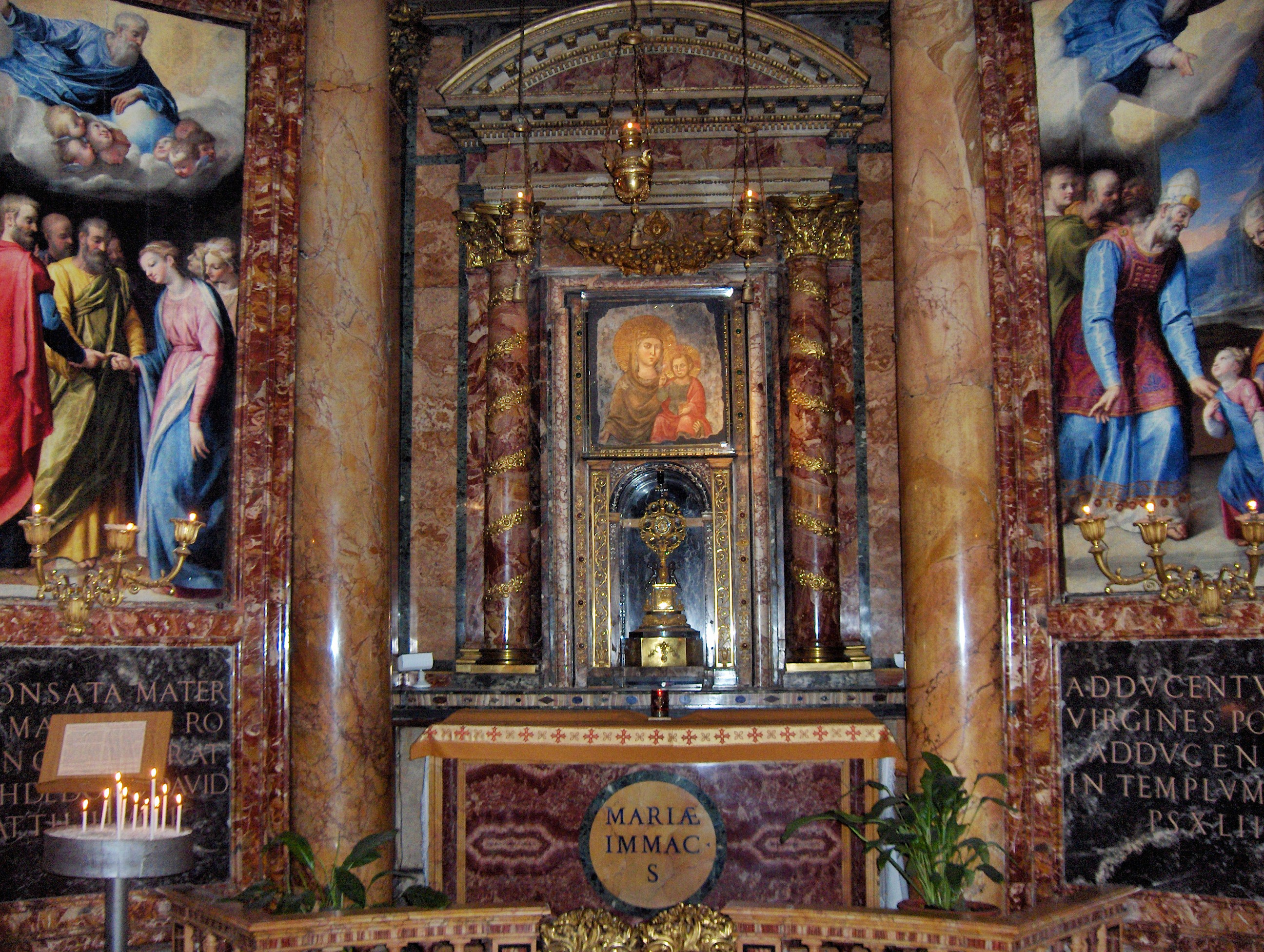
Kapel van de Madonna della Strada.
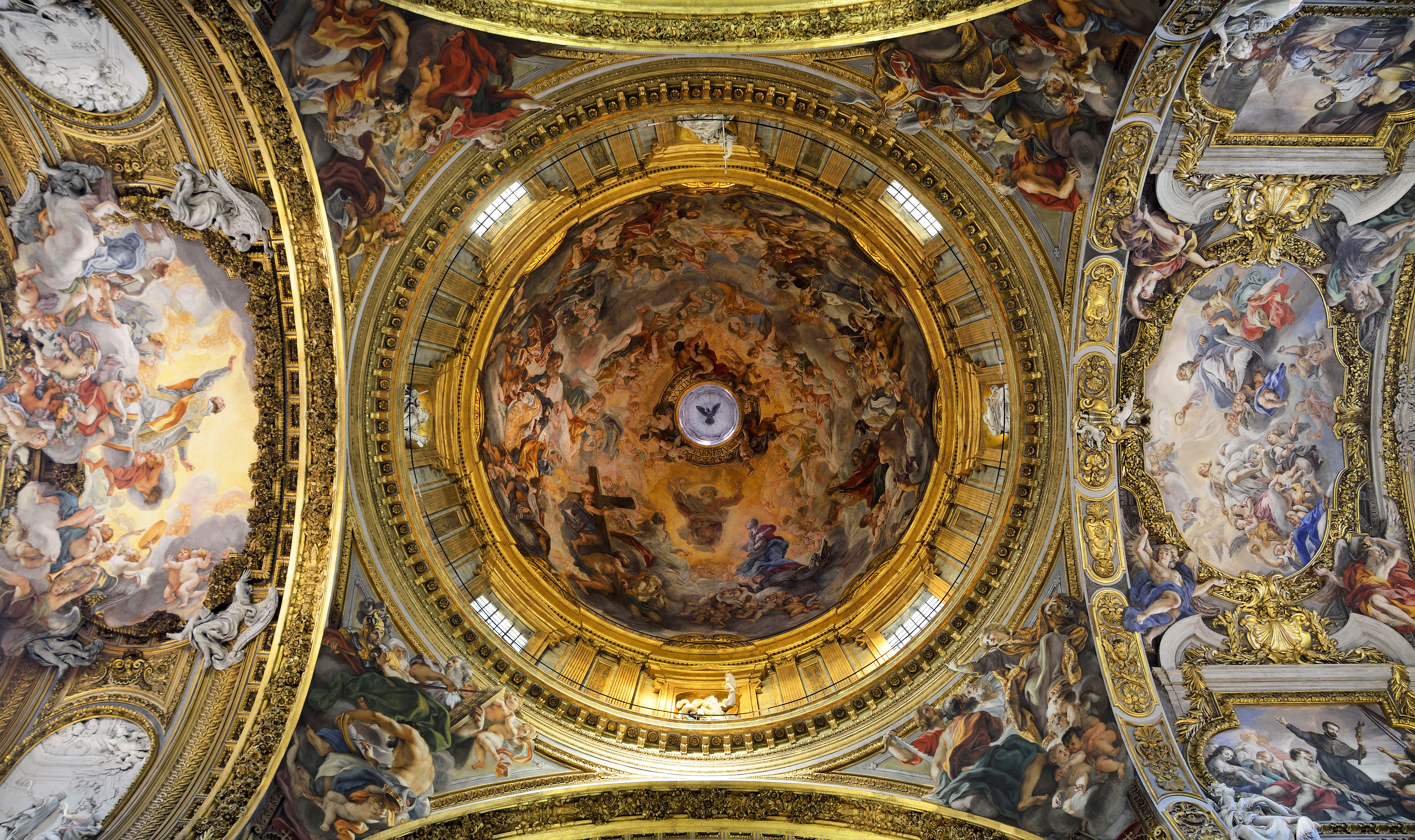
De koepel. Links de Glorie van Ignatius, en rechts de Glorie van Franciscus Xaverius.
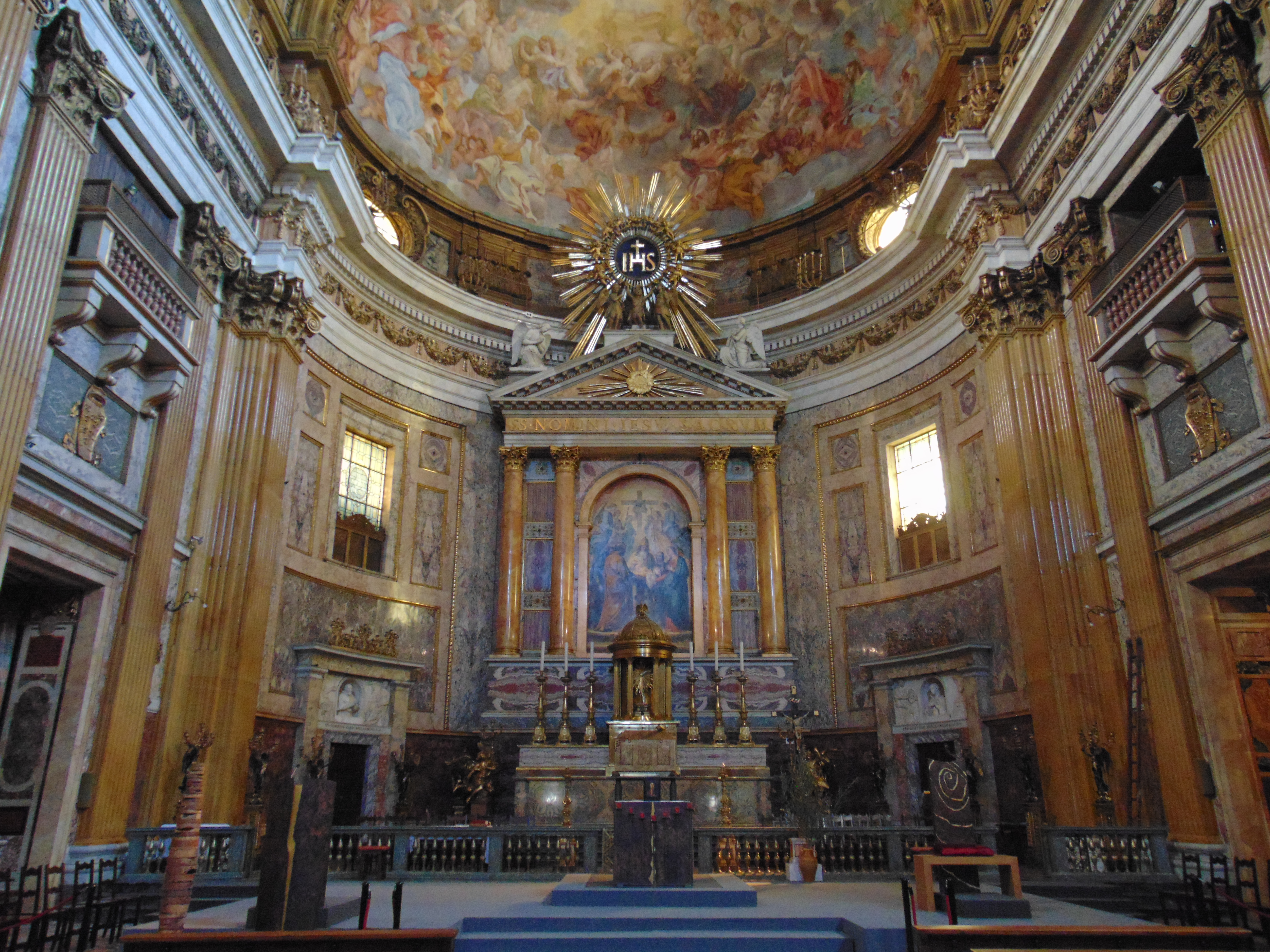
De apsis.
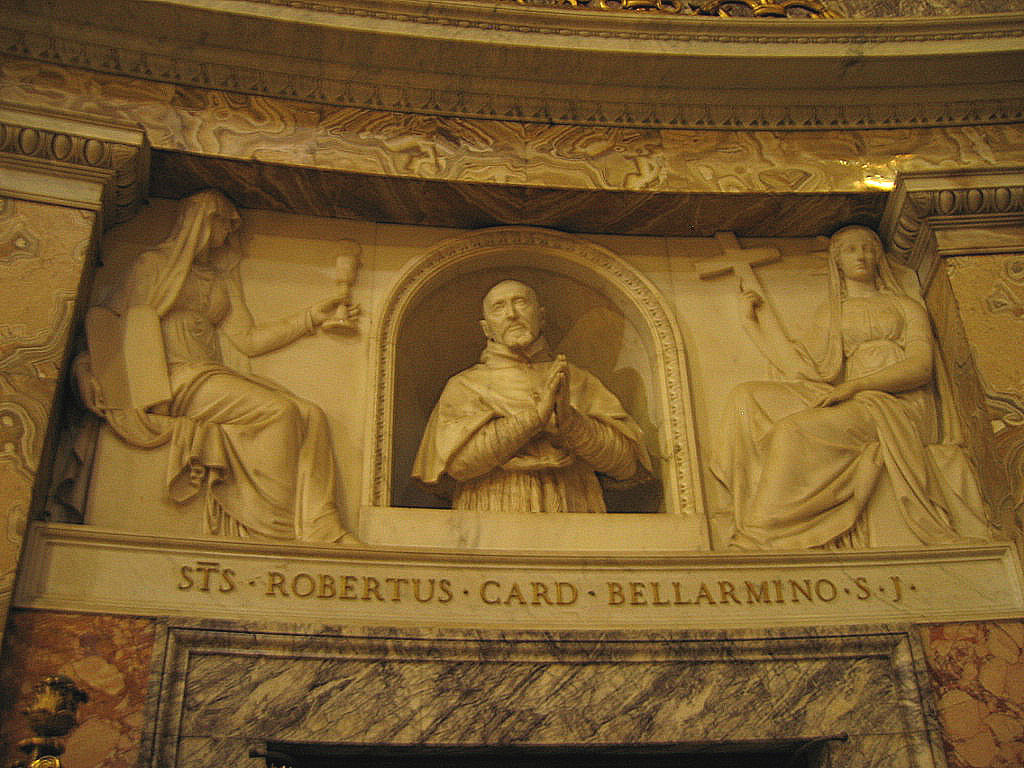
Bernini's borstbeeld van Roberto Bellarmino.